# Sewadjare Mentuhotep
Mentuhotep V - (Merenjra)- Sewadjare fue un faraón egipcio de la última parte de la decimotercera dinastía que reinó por poco tiempo durante c. 1620-1610 a. C. el llamado Segundo Período Intermedio. Los egiptólogos Kim Ryholt y Darrell Baker, respectivamente, creen que fue el quincuagésimo y cuadragésimo noveno rey de la dinastía, por lo que se convirtió en Mentuhotep V. Por lo tanto, Sewadjare Mentuhotep probablemente reinó poco antes de la llegada de losHyksos a la región de Menfis y en paralelo con los últimos gobernantes de la decimocuarta Dinastía.

## Nombre
Ryholt, Baker y Jacques Kinnaer se refieren a Sewadjare Mentuhotep como Mentuhotep V porque creen que vivió al final de la decimotercera Dinastía. Por otro lado, en sus estudios del Segundo Período Intermedio, Jürgen von Beckerath deja la posición de Sewadjare Mentuhotep dentro de la decimotercera Dinastía completamente indeterminada, pero de todos modos lo nombra Mentuhotep VI. 

## Certificados
Sewadjare Mentuhotep es un faraón poco acreditado. Desafortunadamente, el canon de Turín está gravemente dañado después del registro de Sobekhotep VII y la identidad y orden cronológico de los últimos 19 reyes de la XIII Dinastía son imposibles de determinar a partir del documento. Según Nobert Dautzenberg y Ryholt, el prenomen de Mentuhotep, Sewadjare, se conserva parcialmente en la columna 8, línea 20 del papiro, que dice [...] dj [are]. 
La única mención contemporánea atribuible con seguridad a Sewadjare Mentuhotep V es un único fragmento de relieve que muestra sus cartuchos. El relieve se encontró en las ruinas del templo funerario de Mentuhotep II durante la excavación de Édouard Naville a principios del siglo XX. 

### Féretro de Herunefer
Otro posible testimonio de Sewedjare Mentuhotep V es dado por un fragmento de un féretro de madera, ahora en el Museo Británico con el número de catálogo BM EA 29997. El féretro tiene el siguiente texto: 

"El noble, el Representante Real, el hijo del Rey Mayor, el Comandante Principal Herunefer, verdadero de voz,
 que fue engendrado por el rey Mentuhotep, verdadero de voz, y llevado por la gran reina Sitmut”.

Falta el prenomen del rey Mentuhotep y la identificación de este Mentuhotep sigue siendo problemática. Kim Ryholt señala, sin embargo, que el féretro también está inscrito con una versión temprana de los pasajes del Libro de los Muertos, que es una de las dos únicas inscripciones de este texto anteriores al imperio nuevo. Por lo tanto, Ryholt argumenta que este Mentuhotep debe haber reinado durante el segundo período intermedio tardío. Siendo así solo tres reyes podrían ser los mencionados en el féretro: Seankhenre Mentuhotepi, Merankhre Mentuhotep VI y Sewadjare Mentuhotep. Aunque suena similar a Mentuhotep, Ryholt ha demostrado que Mentuhotepi es un nombre diferente a Mentuhotep y, por lo tanto, no se habría reportado como Mentuhotep. Para decidir entre los dos reyes restantes, Ryholt nota que la otra inscripción del Libro de los Muertos se encuentra en el féretro de la reina Mentuhotep, esposa de Djehuti, el segundo faraón de la XVI Dinastía que reinó c. 1645 a. C. En este caso, el texto es casi idéntico al que se encuentra en el féretro de Herunefer, lo que da una gran proximidad en el tiempo entre los dos. Mientras Sewadjare Mentuhotep reinó 10 años antes de Djehuti, se cree que Merankhre Mentuhotep reinó 60 años después de él. Por lo tanto, Ryholt concluye que Sewadjare Mentuhotep es el Mentuhotep del féretro, Sitmut su reina y Herunefer su hijo. Sin embargo, esta identificación está lejos de ser cierta, y Aidan Dodson y Dyan Hilton han fechado el féretro en el final de la dinastía decimosexta, lo que le da a Herunefer como hijo de Merankhre Mentuhotep VI.

## Titulatura
| Titulatura | Jeroglífico | Transliteración (transcripción) - traducción - (referencias) |

| N5 · U7 | S34 |

| N5 · U7 | S34 |

| N5 · U7 | S34 |

| N5 · U7 | S34 |

| N5 · U7 | S34 |

| N5 · U7 | S34 |

| N5 · U7 | S34 |

| N5 · U7 | S34 |

| N5 · U7 | S34 |

| N5 · U7 | S34 |

| N5 · U7 | S34 |

| N5 · U7 | S34 |

| N5 · U7 | S34 |

| N5 · U7 | S34 |

| N5 · U7 | S34 |

| N5 · U7 | S34 |

| Y5 | N35 · V13 | G43 | R4 · X1 | Q3 |

| Y5 | N35 · V13 | G43 | R4 · X1 | Q3 |

| Y5 | N35 · V13 | G43 | R4 · X1 | Q3 |

| Y5 | N35 · V13 | G43 | R4 · X1 | Q3 |

| Y5 | N35 · V13 | G43 | R4 · X1 | Q3 |

| Y5 | N35 · V13 | G43 | R4 · X1 | Q3 |

| Y5 | N35 · V13 | G43 | R4 · X1 | Q3 |

| Y5 | N35 · V13 | G43 | R4 · X1 | Q3 |

| Y5 | N35 · V13 | G43 | R4 · X1 | Q3 |

| Y5 | N35 · V13 | G43 | R4 · X1 | Q3 |

| Y5 | N35 · V13 | G43 | R4 · X1 | Q3 |

| Y5 | N35 · V13 | G43 | R4 · X1 | Q3 |

| Y5 | N35 · V13 | G43 | R4 · X1 | Q3 |

| Y5 | N35 · V13 | G43 | R4 · X1 | Q3 |

| Y5 | N35 · V13 | G43 | R4 · X1 | Q3 |

| Y5 | N35 · V13 | G43 | R4 · X1 | Q3 |